# Pingasa rufofasciata
Pingasa rufofasciata är en fjärilsart som beskrevs av Moore 1888. Pingasa rufofasciata ingår i släktet Pingasa och familjen mätare. Inga underarter finns listade i Catalogue of Life.